# Hierarquia naval de Portugal
A hierarquia da Marinha Portuguesa dispõe as seguintes patentes:

## Oficiais generais
- Almirante da Armada  (Dignidade Honorífica)
- Almirante
- Vice-Almirante
- Contra-Almirante
- Comodoro

## Oficiais superiores
- Capitão de mar e guerra
- Capitão de fragata
- Capitão-tenente

## Oficiais subalternos
- Primeiro-tenente
- Segundo-tenente
- Guarda-marinha ou Subtenente
- Aspirante
- Cadete (Escola Naval)

## Sargentos
- Sargento-Mor
- Sargento-Chefe
- Sargento-Ajudante
- Primeiro-sargento
- Segundo-sargento

## Praças
- Cabo-mor

- Cabo
- Primeiro-Marinheiro
- Segundo-Marinheiro
- Primeiro-Grumete
- Segundo-Grumete (com especialidade concluída)
- Segundo-Grumete
- Segundo-Grumete Recruta